# アンドレウ・アリオラ
アンドレウ・アリオラ・マドレール（Andreu Arriola Madorell、1956年2月24日 - ）は、スペインの都市デザイナー。妻の建築家カルマ・フィオル（Carme Fiol、1956年10月17日 - ）とともに1982年よりアリオラ＆フィオルとして活動。バルセロナ生まれ。

## 経歴
- 1981年 - バルセロナ高等建築大学（ETSAB）建築学科を卒業。1987年にかけてバルセロナ市にて都市施設のデザインを手がける。
- 1985年～1986年 - ニューヨークのコロンビア大学に在学し、修士号を取得。
- 1987年 - アリオラ＆フィオルアーキテクツ設立。夫妻共にESTABの教授に就任。
- 1989年～1993年 - 都市開発に加え、バルセロナオリンピックのデザイン部門に関わった。
- 1994年～ - ETSABの理学部・カタルーニャ工科大学の建築学科の教授。

## 主な作品
※競技設計作品を含む。他にもインテリアデザインの実績がある。

### 建築
- ローマ浴場博物館(Museu de les Termes Romanes,1998年 - サン・ボイ・ダ・リュブラガート)
- カタルーニャ高等音楽院 (Escuela Superior de Música de Cataluña,2004年 - バルセロナ)
- ウルティア高層住宅 (Torre sostenibile Urrutia,2005年 - バルセロナ)
- モンブラン消防署 (Parque de bomberos, Montblanch,2005年 - タラゴナ)
- イーリャ修道女院 (Illa Hermanitas,2008年 - バルセロナ)
- バルセロナ音楽博物館 (Museo de la Música de Barcelona,2009年)

### 都市デザイン・公共空間
- ラ・ヴィレット公園 (1982年コンペ入選 - パリ)
- 桑の木の墓穴（英語版）[1]広場のモニュメント(Fossar de les Moreres,1989年 - バルセロナ) - スペイン王位継承戦争で斃れた人々を慰霊するために建立された[2]。
- アル・ムリネート公園（Parc del Molinet,1987年 - サンタ・クローマ・ダ・グラマネート）
- アスタシオー・ダル・ノルド公園（Parc de la Estació del Nord,1991年 - バルセロナ）
- グロリアス・カタラーナス広場（英語版）(Plaça de les Glòries Catalanes,1992年 - バルセロナ) - ガスパー・ガルシア、ヨアン・マスらとの共同作業。中央に公園、それを囲む駐車場、インターチェンジと、異なるスケールのものをランドスケープで人と車を組み合わせる
- バルセロナオリンピックのプロジェクトの一環としての北部地区の緑地整備計画（1992年 - バルセロナ） - ヨアン・マス、オリオール・リベラらとの共同作業[3]
- アル・マルカダル (El Mercadal,1994年 - ジローナ歴史的建築物中心街区)
- テムズ・バリア・パーク（英語版） (Thames Barrier Park,1995年 - ロンドン)
- イスランディア広場の噴水 (Fuente de la Plaza de Islandia de Barcelona,1995 - バルセロナ)
- ビレイ・アマト広場 (Plaça del Virrei Amat,1999年 - バルセロナ)
- ルンゴマーレ・サン・ジローラモ(Lungomare San Girolamo,1999年 - バーリ(イタリア))
- ノウバリス中央公園（スペイン語版）(Parque Central de Nou Barris,2006年 - バルセロナ)
  - 公園内部に三角形の池が設置されており、鉛直に噴射されるものと、アーチ状に噴射する高さがまちまちの五筋の噴水で構成されている。国際都市景観賞受賞作品。
- グラン･ビア通り_(バルセロナ)（英語版）(Gran Via de les Corts Catalanes,2007年 - バルセロナ)
- サラゴサ国際博覧会(2008年 - サラゴサ(スペインアラゴン州))

## 受賞歴
- FAD賞（1985年、1987年、1989年、1998年、2009年 - バルセロナ）
- プリンスオブウェールズ都市デザイン賞（1990年 - ハーバード大学）
- 建築家賞（1994年 - リスボンのベレン文化センターにて）
- ミース・ファン・デル・ローエ賞（2005年 - フランクフルト）
- 国際都市景観賞（2007年）